# Облепиха (Владимирская область)
Облепи́ха — деревня в Гусь-Хрустальном районе Владимирской области России, входит в муниципальное образование «Посёлок Анопино».

## География
Расположена в лесистой местности в 7,5 км к северо-востоку от центра Гусь-Хрустального и в 58 км к юго-юго-востоку от Владимира. К деревне примыкают садоводческие товарищества Михали и Облепиха.

## История
Поселение на месте деревни возникло с созданием в 1963 году экспериментального плодопитомника, впоследствии прославившегося разведением облепихи. В 2003 году поселению был придан статус населённого пункта. Плодопитомник ликвидирован в 2009 году.

## Население
| 2010 | 2021 |
| ---- | ---- |
| 89   | ↘61  |

## Инфраструктура
Объекты социальной инфраструктуры отсутствуют (ближайшие школа, детский сад, медпункт находятся в Гусь-Хрустальном и Никулино). Сохранились трёхэтажный кирпичный дом, котельная и облепиховые сады поблизости, оставшиеся от плодопитомника.

## Транспорт
Имеется тупиковая подъездная дорога от проходящей в 1,5 км к западу автодороги Гусь-Хрустальный — Владимир.